# جود سیکوللا
ریچارد جود سیکوللا (به انگلیسی: Richard Jude Ciccolella) (زاده ۳۰ نوامبر ۱۹۴۷) بازیگر آمریکایی است.
او فارغ‌التحصیل رشته تئاتر از دانشگاه تمپل است.
او به دلیل بازی در سریال قانون و نظم و سریال ۲۴، بی‌عیب، جرایم سنگین، اخطار قبلی و عشق دیوانه‌وار مشهور شده‌است.